# Javi Balboa
Javier Ángel Balboa Osa (Madrid, 13 de mayo de 1985), conocido como Javi Balboa, es un exfutbolista hispano-ecuatoguineano que jugaba como extremo derecho. Actualmente es colaborador del programa de televisión El chiringuito de Jugones y de Radio Marca.
Como jugador profesional, jugó en diversos equipos pasando hasta por seis países diferentes. Real Madrid, Benfica y Racing de Santander son algunos de los equipos más destacados en los que militó, pero con pocas apariciones. Nacido en España, representó internacionalmente a Guinea Ecuatorial y disputó las ediciones 2012 y 2015 de la Copa Africana de Naciones. En 2012 se convirtió en el primer ecuatoguineano en marcar un gol en dicho torneo, y en 2015 fue incluido en el once ideal del torneo, en el cual su selección llegó a las semifinales.

## Trayectoria
Es hijo de ecuatoguineanos que tuvieron que abandonar su país huyendo de la represión del dictador Francisco Macías Nguema y que recalaron en Madrid (España), por lo que tiene la doble nacionalidad. 
Comenzó su carrera en la Real Sociedad Deportiva Alcalá, donde militó hasta cadetes y  después pasó al Real Madrid Castilla.
Balboa debutó con el primer equipo del Real Madrid siendo su entrenador Vanderlei Luxemburgo en la temporada 2005-2006, el 26 de octubre de 2005, en la jornada 11, en el estadio de Riazor contra el Real Club Deportivo de la Coruña en sustitución de David Beckham en el minuto 53'. Debutó también en Liga de Campeones, donde fue titular en el encuentro contra el Olympiacos FC, en el que un Madrid repleto de suplentes acabó perdiendo 2-1. 
En la temporada 2006-2007 jugó cedido en el Racing de Santander, donde disputó muchos encuentros como titular indiscutible. Después de terminada su cesión al Racing de Santander, regresa al primer equipo del Real Madrid CF, con contrato hasta el 30 de junio de 2012.
El 24 de octubre de 2007 marca su primer gol en la Liga de Campeones frente al equipo contra el que debutó, el Olympiacos FC en un partido que acabó 4-2 para el equipo madrileño. El 25 de junio de 2008 el club madridista llega a un acuerdo con el SL Benfica para su traspaso por una cantidad de 4 millones de euros.La prensa portuguesa lo consideró la mayor decepción de la Primeira Liga tras su paso por el equipo portugués en 2008-09.
En el mercado invernal de la temporada 2009-2010 recala en el FC Cartagena de la Segunda División Española en calidad de cedido (hasta junio de 2012), con una gran aceptación por parte de la afición cartagenera, pero prácticamente no cuenta para el técnico Juan Ignacio Martínez. El equipo no consigue el objetivo del ascenso y Balboa vuelve al Benfica para sustituir a Ángel Di María, vendido al Real Madrid.
En el mercado de invierno es cedido de nuevo, esta vez al Albacete Balompié, que desciende a Segunda División B. En verano de 2012 ficha por el Beira-Mar, de la primera división de Portugal. Al año siguiente, renovó su contrato con el club portugués, hasta el 30 de junio de 2014. En mayo de 2013, el equipo acaba en la última ubicación de la liga, descendiendo. Al mes siguiente, rescinde con el club de Aveiro y se compromete con el Estoril Praia por dos temporadas.
En septiembre de 2015 firmó una temporada con el Al-Faisaly F. C. de Arabia Saudí. En enero de 2017, tras desvincularse del Chabab Rif Al Hoceima marroquí, se compromete con el Trikala, tercer clasificado de la Tercera División de Grecia. El 23 de julio de 2017, firmó una temporada con el Al-Mesaimeer SC, de la Liga de fútbol de Catar. El 31 de agosto, anunció su retirada como futbolista.
Actualmente, trabaja de colaborador deportivo en El Chiringuito de Jugones y Radio Marca.

## Selección nacional
Balboa debutó con la selección de Guinea Ecuatorial en el partido clasificatorio para la Copa Africana de Naciones de 2008 que se celebró el día 2 de junio de 2007 ante Ruanda en Kigali en la que su equipo perdió por 2-0.
También fue convocado el 17 del mismo mes contra Liberia en Monrovia y el 9 de septiembre en la victoria 1-0 contra Camerún en Malabo.
Balboa fue convocado con la selección de Guinea Ecuatorial para la Copa Africana de Naciones de 2012 y la 2015.

## Estadísticas
| Club                            | Temporada           | Liga       | Liga  | Copa       | Copa  | Europa     | Europa | TOTAL      | TOTAL |
| Club                            | Temporada           | P. Jugados | Goles | P. Jugados | Goles | P. Jugados | Goles  | P. Jugados | Goles |
| ------------------------------- | ------------------- | ---------- | ----- | ---------- | ----- | ---------- | ------ | ---------- | ----- |
| huesca C · España               | 2004-05             | 34         | 1     | 0          | 0     | 0          | 0      | 34         | 1     |
| Real Madrid Castilla · España   | 2005-06             | 32         | 1     | 0          | 0     | 0          | 0      | 32         | 1     |
| Real Madrid · España            | 2005-06             | 2          | 0     | 1          | 0     | 1          | 0      | 4          | 0     |
| Racing de Santander · España    | 2006-07             | 30         | 1     | 2          | 0     | 0          | 0      | 32         | 1     |
| Real Madrid · España            | 2007-08             | 5          | 0     | 3          | 1     | 2          | 1      | 10         | 2     |
| SL Benfica Portugal             | 2008-09             | 10         | 0     | 3          | 0     | 0          | 0      | 13         | 0     |
| Cartagena · España              | 2009-10             | 11         | 0     | 0          | 0     | 0          | 0      | 11         | 0     |
| Albacete · España               | 2010-11             | 7          | 0     | 0          | 0     | 0          | 0      | 7          | 0     |
| Beira-Mar Portugal              | 2011-12             | 25         | 3     | 1          | 0     | 0          | 0      | 26         | 3     |
| Beira-Mar Portugal              | 2012-13             | 21         | 5     | 2          | 0     | 0          | 0      | 23         | 5     |
| Estoril Praia Portugal          | 2013-14             | 28         | 4     | 3          | 0     | 6          | 0      | 37         | 4     |
| Estoril Praia Portugal          | 2014-15             | 13         | 1     | 0          | 0     | 1          | 0      | 14         | 1     |
| Al-Faisaly F. C. Arabia Saudita | 2015-16             | 24         | 8     | 0          | 0     | 0          | 0      | 24         | 8     |
| Chabab Rif Al Hoceima Marruecos | 2016                | 14         | 1     | 0          | 0     | 0          | 0      | 14         | 1     |
| Trikala FC · Grecia             | 2017-18             | 15         | 2     | 0          | 0     | 0          | 0      | 15         | 2     |
| Total en su carrera             | Total en su carrera | 264        | 32    | 15         | 2     | 10         | 1      | 289        | 35    |

## Palmarés

### Campeonatos nacionales
| Título          | Club        | País     | Año     |
| --------------- | ----------- | -------- | ------- |
| Liga            | Real Madrid | España   | 2007-08 |
| Copa de la Liga | SL Benfica  | Portugal | 2008-09 |